# Кубок Чорногорії з футболу 2022—2023
Кубок Чорногорії з футболу 2022–2023 — 17-й розіграш кубкового футбольного турніру в Чорногорії. Титул здобула Сутьєска.

## Календар
| Раунд      | Дата                      | Матчі | Клуби  |
| ---------- | ------------------------- | ----- | ------ |
| 1/8 фіналу | 7 вересня 2022            | 8     | 16 → 8 |
| 1/4 фіналу | 26 жовтня 2022            | 4     | 8 → 4  |
| 1/2 фіналу | 19 квітня – 3 травня 2023 | 4     | 4 → 2  |
| Фінал      | 29 травня 2023            | 1     | 2 → 1  |

## 1/8 фіналу
| Команда 1      | Рахунок      | Команда 2                |
| -------------- | ------------ | ------------------------ |
| 7 вересня 2022 |              |                          |
| Єдинство       | 3:1          | Младост Донья Гориця (2) |
| Сутьєска       | 1:0          | Єзеро                    |
| Бокель (2)     | 2:3          | Арсенал (Тиват)          |
| Подгориця (2)  | 3:0          | Іґало (2)                |
| Ком (2)        | 0:3          | Іскра                    |
| Зета (2)       | 1:3          | Рудар                    |
| Морнар         | 2:0          | Петровац                 |
| Дечич          | 1:1 пен. 5:4 | Будучност                |

## 1/4 фіналу
| Команда 1       | Рахунок      | Команда 2     |
| --------------- | ------------ | ------------- |
| 26 жовтня 2022  |              |               |
| Арсенал (Тиват) | 0:0 пен. 5:3 | Єдинство      |
| Рудар           | 0:2          | Сутьєска      |
| Дечич           | 2:0          | Подгориця (2) |
| Іскра           | 1:1 пен. 5:3 | Морнар        |

## 1/2 фіналу
| Команда 1                 | Заг.         | Команда 2       | 1-й матч | 2-й матч |
| ------------------------- | ------------ | --------------- | -------- | -------- |
| 19 квітня – 3 травня 2023 |              |                 |          |          |
| Сутьєска                  | 4:2          | Дечич           | 3:1      | 1:1      |
| Іскра                     | 4:4 пен. 1:4 | Арсенал (Тиват) | 1:3      | 3:1      |

## Фінал
| 29 травня 2023 20:30 CEST |

| Арсенал (Тиват)                                       | 1–1      | Сутьєска                                         |
| ----------------------------------------------------- | -------- | ------------------------------------------------ |
| - Манойлович 27'                                      | Протокол | - Сахлі 85'                                      |
|                                                       | Пенальті |                                                  |
| - Рудович - Д. Бакич - Мухович - Челебич - Манойлович | 3–4      | - Вучич - Матанович - Маркович - Вукович - Сахлі |

| Міський стадіон Глядачів: 3 500 Арбітр: Милош Савович |